# Gypsophila intricata
Gypsophila intricata là loài thực vật có hoa thuộc họ Cẩm chướng. Loài này được Franch. mô tả khoa học đầu tiên năm 1883.